# Informe Hirsch
El Informe Hirsch, es el nombre con el que se conoce habitualmente al informe (Peaking of World Oil Production: Impacts, Mitigation, and Risk Management .Alcanzando el pico de producción mundial de petróleo: impacto, mitigación y gestión del riesgo,) realizado por Robert Hirsch para el Departamento de Energía de los Estados Unidos y publicado en febrero de 2005. El estudio examinaba el periodo de tiempo en el que ocurriría el Pico petrolero, así como las medidas mitigadoras necesarias y los probables efectos económicos, sociales y políticos en función de si dichas acciones se llevan a cabo con la debida antelación. 
El autor principal, Robert Hirsch, publicó un breve resumen del informe en octubre de 2005 para el think tank Atlantic Council.

## Introducción
"El alcance del pico del petróleo presenta para EE. UU. y el mundo un problema de gestión de riesgos sin precedentes. A medida que se aproxima la llegada del pico, los precios de los combustibles y la volatilidad de los precios aumentan de manera dramática, y, sin una mitigación a tiempo, los costes económicos, sociales y políticos no tendrán precedente. Existen opciones viables de mitigación, tanto en el lado de la oferta como en el de la demanda, pero para que éstas tengan un impacto substancial, tienen que iniciarse con más de una década de adelanto respecto al alcance del pico."

## Proyecciones
Se han incluido en una lista a varios geólogos de la industria petrolera, científicos y economistas con sus respectivas proyecciones para el pico de producción mundial. Más tarde, en 2010, Hirsch realizó una proyección en la que el pico de producción mundial ocurriría el año 2015.
| Fecha proyectada | Fuente               |
| ---------------- | -------------------- |
| 2006–2007        | Bakhtiari            |
| 2007–2009        | Simmons              |
| Después de 2007  | Skrebowski           |
| Antes de 2009    | Deffeyes             |
| Antes de 2010    | Goodstein            |
| En torno a 2010  | Campbell             |
| Después de 2010  | World Energy Council |
| 2010–2020        | Laherrere            |
| 2015             | Oxford University    |
| 2016             | EIA (Nominal)        |
| Después de 2020  | CERA                 |
| 2025 o después   | Shell                |
| Nunca            | OPEC                 |

## Mitigación
Partiendo de la suposición que los servicios existentes deben mantenerse, el informe Hirsch considera los efectos de las siguientes estrategias de mitigación como parte del "programa de choque":
1. Transporte eficiente,
2. Petróleo pesado/arenas bituminosas,
3. Licuefacción de carbón,
4. Mejora de la recuperación de petróleo,
5. Gas-to-Liquids (GTL).

## Conclusiones
El informe llegó a las siguientes conclusiones:
- El pico de producción de petróleo va a suceder con seguridad, y muy probablemente será de forma abrupta.
  - La producción mundial de petróleo convencional alcanzará un máximo, se mantendrá durante un tiempo indeterminado en una meseta, y a continuación decaerá.
  - Algunas previsiones sitúan el pico de petróleo dentro de una década (desde 2005), otras lo retrasan unos años más. Existe incertidumbre sobre el cuándo, pero no sobre si ocurrirá o no.
- Que se alcance este pico de producción afectará severamente a las distintas economías del mundo, pero especialmente a la norteamericana.
  - Durante el pasado siglo la economía estadounidense ha sido configurada en torno a la disponibilidad de petróleo barato.
  - Las perdidas previsbles para la economía de EE. UU. estarán en el orden de magnitud de un billón de dólares (US$1.000.000.000.000), es decir, el PIB unos 60 años.
  - Una política drástica de eficiencia y sustitución de combustibles líquidos puede suponer una mitigación sustancial de los efectos perversos de haber alcanzado el pico de petróleo.
- El pico de petróleo supone un reto sin precedentes.
  - Sin medidas correctoras, el problema será muy grave y persistente en el tiempo.
  - Los anteriores cambios de paradigma en el uso de combustibles (de la madera al carbón, y del carbón al petróleo) fueron graduales, supusieron evoluciones lentas a lo largo de varias generaciones.
  - Por el contrario, el pico del petróleo supondrá un cambio brusco y revolucionario.
- El mayor problema lo afronta el sector del transporte, pues no hay elementos sustitutivos viables a gran escala para la gasolina, el gasoil y el queroseno.
  - El ciclo de vida (y por tanto el periodo de sustitución) del equipamiento del transporte se mide en décadas.
  - Una ágil sustitución del equipamiento de transporte a escala global es inabarcable.
  - Los vehículos de motor de explosión, aviones, ferrocarriles y buques de fueloil no tienen una alternativa técnicamente viable en el corto plazo.
- Se debe actuar tanto sobre la demanda como sobre la oferta de combustibles.
  - Precios elevados del petróleo provocarán un descenso de la demanda, producida por la recesión y el desempleo, pues toda nuestra economía está organizada sobre la premisa de un petróleo barato.
  - La producción de grandes cantidades de combustibles líquidos sustitutivos puede y debe acometerse, es técnica y económicamenta factible.
- Esta cuestión debe abordarse como la gestión de un riesgo global.
  - Accionar las medidas de mitigación antes de lo necesario podría ser prematuro, si el pico se alcanza más tarde de lo previsto.
  - Por otro lado, si el pico se alcanza antes, el peligro de no haber iniciado las tareas de mitigación pueden ser extremadamente dañino.
- La intervención del gobierno será necesaria en esta gestión de riesgos.
  - Sin dicha intervención, las implicaciones económicas y sociales podrían ser caóticas.
  - Las medidas de paliación requerirán cambios sustanciales en el actual marco regulatorio y administrativo.
- El colapso económico no es inevitable.
  - Sin medidas de mitigación, el pico de petróleo provocará un colapso económico global.
  - Con un plazo suficiente, los problemas asociados al pico de petróleo pueden resolverse con la tecnología actual.
  - Las nuevas tecnologías contribuirán a la mitigación de los efectos, pero requieren un largo plazo de maduración y desarrollo.
- Se necesita una mayor investigación y foco en este problema.
  - Acciones de mitigación eficaces precisan una mejor comprensión del problema.
  - Cada una de las propuestas de mitigación requiere un análisis detallado de riesgos y beneficios.

## Tres escenarios
- Los esfuerzos de mitigación del impacto de la escasez de petróleo llevarán tiempo.
  - Esperar a aplicar estas medidas hasta el momento en que se alcance el pico de producción conllevará un periodo de carestía de petróleo de 20 años.
  - Iniciar un programa de choque 10 años antes de alcanzar el pico de producción reduciría el tiempo de déficit de suministro a una década.
  - Solo iniciar este programa de choque con veinte años de antelación evitaría los riesgos mencionados.